# Toivo Palmroth

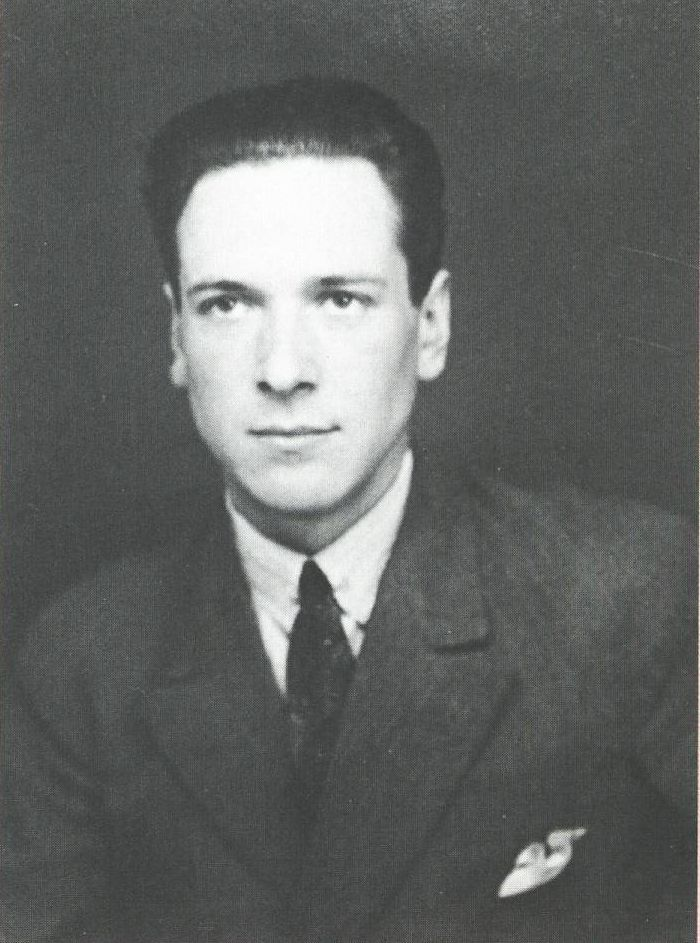
Toivo Palmroth.

Toivo Einar Palmroth, född 21 juni 1903 i Ruovesi, död 16 november 1947 i Helsingfors, var en finländsk filmregissör, kompositör och skådespelare. I egenskap av dessa yrken använde sig Palmroth av namnet Toivo Palomurto.
Palmroth tog studentexamen från Tavastehus finska samskola, och studerade komposition och musikteori vid Helsingfors musikinstitut. Som kompositör var han bland annat sysselsatt med operetter. För Suomen Filmiteollisuus komponerade han en del filmmusik och regisserade 1938 Härskaren på Karmala. Han innehade huvudrollen i filmen På Roinila gård 1935. I tio års tid var han representant för Partola skofabrik, till vars grundare han var kusin.
Palmroth var bror till journalisten och översättaren Mikael Vasunta samt författaren, sångaren och radiomannen Reino Palmroth.

## Kompositioner (urval)
- Akademiska Karelen-Sällskapets marsch (Me tahdomme)
- Häme-laulu
- Kahdenlainen suudelma
- Lapualaisten marssi
- Talonpoikaismarssi
- Lottien laulu
- Lintan kengät
- Sörkan ruusu
- Kuka vippais?
- Yks' vitamiini

## Filmografi

### Skådespelare
- På Roinila gård (1935)
- Kaikenlaisia vieraita (1936)
- Lyckosparken (1937)

### Kompositör
- Erämaan turvissa (1931)
- Jägarsoldatens brud (1931)
- På Roinila gård (1935)
- Härskaren på Karmala (1938)